# جويليم فيفس
جويليم فيفس (بالإسبانية: Guillem Vives)‏ مواليد 16 يونيو 1993 في برشلونة، هو لاعب كرة سلة إسباني بدأ مسيرته الاحترافية في سنة 2011 يلعب مع فريق فالنسيا باسكت كلاعب هجوم خلفي ويحمل الرقم 16.

## روابط خارجية
- جويليم فيفس على موقع الاتحاد الدولي لكرة السلة (الإنجليزية)
- جويليم فيفس على موقع الدوري الأوروبي لكرة السلة (الإنجليزية)
- جويليم فيفس على موقع الدوري الإسباني لكرة السلة (الإسبانية)
- جويليم فيفس على موقع كرة السلة الأوروبية.كوم (الإنجليزية)
- جويليم فيفس على موقع DraftExpress.com (الإنجليزية)
- جويليم فيفس على موقع ريلجم (الإنجليزية)
- جويليم فيفس على موقع بروبوليرز (الإنجليزية)
- جويليم فيفس على موقع سبورتس رفرنس (الإنجليزية)